# Toon Van Overstraeten
Antoon (Toon) Van Overstraeten (Aalst, 7 juni 1926 - aldaar, 9 juni 2011) was een bekende oostfrontstrijder en Belgisch politicus. Hij zetelde van 1985 tot 1987 in de Senaat.

## Levensloop

### Oostfront
Van Overstraeten studeerde aan het jezuïetencollege in Turnhout, maar hij maakte door de oorlogsomstandigheden zijn studies niet af. Geïnspireerd door de strijd tegen het communisme waarmee de Duitse bezetter propaganda voerde, nam hij dienst in het Vlaams Legioen aan het oostfront. Aan het oostfront kreeg hij al snel de bijnaam Tovanov van zijn strijdmakkers.
Het Vlaams Legioen kreeg echter te maken met Groot-Duitse propaganda en werd in 1943 zelfs opgeheven ten voordele van de Sturmbrigade Langemarck van de Waffen-SS. Tovanov kon zich hiermee niet verzoenen en vervoegde de Rebellenclub. Die verzette zich met ludieke acties tegen de overgang. Ze maanden ook het VNV aan protest aan te tekenen tegen het verdwijnen van het Vlaams Legioen.

### Na de oorlog
Na de Tweede Wereldoorlog werd de 21-jarige Van Overstraeten tot 1947 opgesloten in het verbeteringsgesticht van Ruiselede. Hierna werd hij terug actief in de Vlaamse Beweging. Zo nam hij mee het initiatief in 1953 om een Vlaams-nationale landdag te organiseren. Toon Van Overstraeten stond samen met Karel Dillen aan de wieg van het radicale blad Dietsland Europa en van de Jong Nederlandse Gemeenschap. Ook was hij van 1951 tot 1952 hoofdredacteur van Periodiek Contact, een blad voor oud-oostfrontstrijders.
Toen de Volksunie opgericht werd in 1954, vervoegde Van Overstraeten deze. Hij werd nauw betrokken bij het partijblad Wij. Van 1961 tot 1965 was hij redactiesecretaris en daarna van 1965 tot 1971 hoofdredacteur van dit blad. Hij bleef ook in de media. Vanaf 1973 tot 1980 was hij ondervoorzitter van de raad van bestuur van de BRT en hierna tot 1985 lid van het Permanent Comité. Na de ontbinding van de Volksunie koos hij voor N-VA.
Hij was een zoon van Jozef Van Overstraeten, de voorzitter van de Vereniging Toerisme/Autopech VAB-VTB. Van Overstraeten was afkomstig van Sint-Truiden maar vestigde zich later in Aalst aan de Parklaan.

### De Waalse senator
Toon Van Overstraeten zorgde voor een stunt in 1985, toen hij op 13 oktober verkozen werd tot rechtstreeks gekozen senator voor de Volksunie in het Franstalige arrondissement Nijvel van de toen nog unitaire provincie Brabant (nu provincie Waals-Brabant). De Volksunie haalde er een van de drie zetels terwijl het slechts de twaalfde partij was met slechts 493 stemmen (0,27%), dit door het spel van de apparentering, voorzien in de kieswetgeving om reststemmen per provincie te groeperen.
Hij zou dus, door het toen nog gangbare dubbelmandaat, zetelen in de Waalse Gewestraad én in de Franse Gemeenschapsraad. In de Waalse Gewestraad zou zijn aanwezigheid ervoor zorgen dat de PSC-PRL-gewestregering-Wathelet geen meerderheid zou hebben. De Franstaligen weigerden hem te laten zetelen en Van Overstraeten werd manu militari verwijderd. Wel zetelde hij tot in 1987 in de Senaat.
Deze affaire leidde mee tot een herziening van de apparentering en het opheffen van het dubbelmandaat.